# Мартин, Джон (певец)
Джон Мартин, (англ. John Martyn OBE, от рождения Ян Дэвид МакГичи (Iain David McGeachy); 11 сентября 1948 — 29 января 2009) — британский гитарист, певец и исполнитель собственных песен. За сорокалетнюю карьеру Джон выпустил двадцать студийных альбомов, работал с такими музыкантами, как Эрик Клэптон, Дэвид Гилмор и Фил Коллинз. Его называли гитаристом и певцом, в чьей музыке были грани между фолком, джазом, роком и блюзом.

## Биография

### Ранний период
Мартин родился на Бичкрофт Авеню, Нью Молден, графство Суррей, Англия. Родители Джона, оба оперные певцы, развелись, когда ему было пять и он провёл своё детство в Англии и Шотландии. Большую часть времени Джон проводил с бабушкой. К городу Глазго он стал привязан, когда поступил в Академию Шолэндс.

### Поздние 1960 и знакомство с Беверли
Мартин начал свою профессиональную музыкальную карьеру в семнадцать лет, под руководством Хамиша Имлаха (Hamish Imlach). Джон играл смесь блюза и фолка, что вылилось в уникальный стиль и сделало его ключевой фигурой на Лондонской фолк-сцене середины 60-х. Он подписал контракт с «Айлэнд Рекордс» (Island Records) Криса Блэквелла в 1967 и выпустил свой первый альбом под названием «London Conversation» в следующем году.
За ним последовал альбом «The Tumbler», где Джон сделал шаг в сторону джаза. К началу 70-х Мартин выработал принципиально новый, уникальный звук гитары: использовались эффекты эхо, фэйзер и фузз. Это звук впервые появился в альбоме «Stormbringer!», который он записал вместе со своей женой Беверли Мартин (в девичестве Беверли Катнер) в 1970, до этого работавшей с Ником Дрейком и Джимми Пейджем. Её второй альбом с Джоном Мартином был выпущен в том же году и получил название «The Road To Ruin». Тем не менее, в «Айлэнд Рекордс» чувствовали, что больше прибыли можно получить с Джона, как соло-музыканта. Беверли же продолжила появляться на бэк-вокале в альбомах мужа, попутно выступая сольно.

### 1970-е
В 1973 году Мартин выпустил один из определяющих британских альбомов 1970-х — «Solid Air», титульная песня которого была посвящена Нику Дрейку, близкому другу, записывавшемуся на том же лейбле, что и Джон, и умершему в 1974 от передозировки антидепрессантов. В этом альбоме, как и в предыдущем альбоме («Bless The Weather», 1971), Мартин объединил творческие усилия с джазовым контрабасистом Дэнни Томпсоном, и их успешное партнёрство продлилось до самой смерти. В этом альбоме он представил свою новую, слегка размытую, вокальную манеру, тембрально напоминающую тенор-саксофон.
На волне коммерческого успеха альбома Мартин быстро записал и выпустил экспериментальный «Inside Out», сложный альбом, переполненный импровизацией, вместо отчётливой песенной структуры, имевшей место ранее. В 1974 появился «Sunday’s Child», в который вошли как экспериментальные композиции, так и большей частью песни, продолжавшие показывать уже ставший узнаваемым стиль Мартина. В сентябре следующего года выходит концертный альбом «Live at Leeds» — Мартину не удалось уговорить руководство лейбла выпустить эту пластинку. Впоследствии распространением занимался сам Джон. Живое выступление Мартина сопровождали Дэнни Томпсон и барабанщик Джон Стивенс, материал был взят из последних альбомов Мартина. После выпуска альбома Мартин взял отпуск и проводил время на Ямайке со знаменитым продюсером музыки регги — Ли «Скретч» Перри.
В 1977 году он выпускает «One World», который дал повод называть его впоследствии «Отцом Трип-Хопа», жанра, который образовался окончательно в 1990-х годах. Композиции «Small Hours» и «Big Muff» были созданы вместе с Ли «Скретч» Перри. Альбом записывался не в студии, а на улице, поэтому приобрёл особенное, живое звучание.

### 80-е и развод
В конце 1970-х годов брак Джона и Беверли окончательно распался и, как утверждает официальный веб-сайт Мартина «Джон нажал кнопку самоуничтожения» («John hit the self destruct button»). В других биографиях, включая статью в «Таймс», указывается, что уже к тому моменту Джон пристрастился к алкоголю и наркотикам. Этот период Мартин описывает как «очень тёмный период моей жизни».
В октябре 1980 года вышел альбом «Grace And Danger», долгое время придерживаемый боссом «Айлэнд Рекордс» Крисом Блэквеллом, близким другом Джона и Беверли, считавшим, что альбом получился слишком личным, и лишь после настойчивого давления со стороны Джона он уступил.
Мартин комментирует запись этой пластинки словами: «Я был в отвратительном эмоциональном состоянии на протяжении записи. Я с трудом контролировал собственные действия. Причина, почему альбом был наконец-то выпущен в том, что я не выдержал и заявил: Пожалуйста, дайте этому выйти. Мне всё равно, заставляет ли он Вас грустить или нет — в нём весь я, это прямое общение эмоциями». Альбом действительно преисполнен болью и страданиями и при этом считается одной из лучших работ Мартина, наряду с «Solid Air». Сам же Мартин, в конце 1980-х называл его своим любимым альбомом: «пожалуй, самый точный кусок автобиографии, что я написал. Некоторые люди ведут дневники, я же делаю записи». Альбом был выпущен ремастированным в делюксовом издании на двух CD в 2007 году.
Фил Коллинз, игравший на барабанах и исполнявший бэк-вокальные партии в альбоме, продолжил сотрудничество с Мартином и спродюсировал его следующий альбом, «Glorious Fool», в 1981 году.
В этом году Мартин покинул «Айлэнд Рекордс» и записал «Glorious Fool» и «Well Kept Secret» на WEA, лейбле, явно планировавшем принести Мартину мейнстримовый успех, добиваясь первого альбома, вошедшего в Топ-30. Альбом «Glorious Fool» сильно отличался от работ Джона в 1970-х, и в то время преданные фанаты Мартина посчитали, что он «продался». В альбоме было заметно влияние поп-культуры того времени, но со временем оказалось, что работа куда сильнее, чем кажется с первого взгляда. Альбом 1982 года, «Well Kept Secret» был менее успешен. В 1983 году был выпущен концертный альбом «Philentropy».
Вернувшись на «Айлэнд Рекордс», Мартин выпустил «Sapphire» (1984), «Piece by Piece» (1986) и концертник «Foundations» (1987), прежде чем опять уйти в 1988 году.

### 1990-е и 2000-е
Лейбл, подписавший Мартина, в этот раз носил название «Permanent Records». На нём Джон выпустил «The Apprentice» в 1990 году и «Cooltide» в 1991 году. Альбом «No Little Boy», вышедший в свет в 1993 году, содержал перезаписанные классические композиции Мартина. Подобное издание 1992 года с названием «Couldn't Love You More» уже принадлежало лейблу, который впоследствии не один раз выпускал эти записи на пластинках. Также на этом лейбле был выпущен концертный альбом на двух CD с названием «Live» в 1994 году.
«And» (1996) вышел на лейбле «Go!Discs», Мартин уже вовсю пользовался хип-хоп текстурами, при этом оставаясь оригинальным и узнаваемым. В этом направлении он работал и дальше, в альбоме «Glasgow Walker» 2000 года; «The Church with One Bell» (1998) — альбом каверов на музыку от Portishead до Бена Харпера.
В июле 2006 года каналом BBC был снят документальный фильм «Johnny Too Bad», который рассказывает о периоде во время ампутации правой ноги Мартина ниже колена, написании и записи «On the Cobbles»  (2004), своеобразного альбома-возвращения к акустическому звуку.
Он продолжал писать и сотрудничать с разными музыкантами до самой смерти, проводя время между Глазго и Килкенни в Ирландии. Он записал балладу под названием «Really Gone» с Ирландской группой Ultan John, вышедшей в ноябре 2006 года.
В феврале 2008 года Джон получил награду от BBC за пожизненные заслуги на BBC Radio 2 Folk Awards. Награду вручал Фил Коллинз. На церемонии Мартин исполнил «Over The Hill» и «May You Never», с Джоном Пол Джонсом, аккомпанировавшим ему на мандолине.
Подарком на 60-летний юбилей Мартину стало издание «Айлэнд Рекордс» подарочного издания на 4CD «Ain't No Saint» 1 сентября 2008 года. В него включено много живых записей и неизданного ранее студийного материала, обнаруженного его близким другом Джоном Хилларби, который ведёт официальную страницу Мартина.
В декабре 2008 года Мартин стал кавалером Ордена Британской империи.

### Смерть
О смерти Мартина стало известно 29 января 2009 года. Джон Хилларби писал: «С тяжёлым сердцем и чувством невосполнимой потери мы объявляем, что Джон умер сегодня утром». Мартин умер в больнице Ирландии в результате двойной пневмонии.
Английская рок-группа Keane включила посвящение Мартину в свой концерт в Глазго. 31 января 2009 года фолк-певец Джон Смит, ранее выступавший вместе с Мартином, исполнил «Spencer The Rover» в Ливерпуле, назвав песню просто: «Для Джона».

## Дискография

### Студийные альбомы
- London Conversation (Октябрь 1967)
- The Tumbler (Декабрь 1968)
- Stormbringer! (Февраль 1970) (С Беверли Мартин)
- The Road to Ruin (Ноябрь 1970) (С Беверли Мартин)
- Bless the Weather (Ноябрь 1971)
- Solid Air (Февраль 1973)
- Inside Out (Октябрь 1973)
- Sunday's Child (Январь 1975)
- One World (Ноябрь 1977)
- Grace and Danger (Октябрь 1980)
- Glorious Fool (Сентябрь 1981)
- Well Kept Secret (Август 1982)
- Sapphire (Ноябрь 1984)
- Piece by Piece (Февраль 1986)
- The Apprentice (Март 1990)
- Cooltide (Ноябрь 1991)
- And (Август 1996)
- The Church with One Bell (альбом каверов) (Март 1998)
- Glasgow Walker (Май 2000)
- On the Cobbles (Апрель 2004)

### Другие альбомы
- Live at Leeds (Сентябрь 1975)
- So Far So Good (1977)
- Philentropy (Ноябрь 1983)
- Foundations (Октябрь 1987)
- Couldn't Love You More (Октябрь 1992)
- No Little Boy (Июль 1993)
- Sweet Little Mysteries: The Island Anthology (1994)
- Live (1994)
- Serendipity — An Introduction To John Martyn (1998)
- Late Night John (2004)
- The Battle of Medway: 17 July 1973 (live) (2007)
- Anthology (2007)
- The Simmer Dim (2008)
- The July Wakes (2008)
- Ain’t No Saint (2008) 40-летняя антология
- May You Never — The Very Best Of (2009)

### DVD
- Live In Concert (с Дэнни Томпсоном) (2005)
- John Martyn At The BBC (2006)
- The Apprentice In Concert (с Дэвидом Гилмором) (2006)
- Empty Ceiling (2007) (записан в 1986)
- The Man Upstairs (2008)